# 吉田増蔵
吉田 増蔵（よしだ ますぞう、1866年12月29日〈慶応2年11月23日〉 - 1941年〈昭和16年〉12月19日）は明治～昭和時代の漢学者。昭和の元号の考案者である。号は「学軒」。

## 経歴

### 出生から修学期
1866年(慶応2年)、福岡県京都郡勝山町（現：みやこ町勝山）で生まれた。村上仏山(村上彦左衛門)の漢学塾・水哉園で学び、漢詩文に抜群の才能を示した。京都帝国大学に入学して支那哲学を専攻。卒業後、英語を学ぶためにアメリカに渡った。

### 漢学者の教職者として
帰国後は、更に漢学・漢詩研鑽に力を注ぎ、奈良女子高等師範学校（現奈良女子大学）、山口県立豊浦中学校（現豊浦高等学校）で教職に就いた。奈良時代に、宮内省帝室博物館が管理する正倉院に出張してきた帝室博物館総長兼図書頭の文豪・森鷗外と知り合う。大正8年3月27日の鴎外日記には、吉田の漢詩の作風が鴎外のものに似ているとして、親近感を感じたという記載がある

### 宮内省図書寮勤務時代
森鴎外と元号研究
1920年（大正9年）、鷗外によって、「京都帝国大学文科大学選科を卒業し、特に漢文学に造詣深く、編修官として適任と認め候」と内申されて、宮内省図書寮編修官に採用される。この時期に久保天随、武田勝蔵も採用されているが、大学で国史を修めた人物が多い編修官の中で、漢学者である吉田の進退録は他の採用者と異なる点があり、『天皇皇族実録』の編修スタッフを拡充する一環として採用されて従事されているが、「実録編修事務に従事せしめ度」や「実録編修に適任」と記されてなく、鴎外は採用時から『元号考』に関わらせようと考えていたという見方もある。これにより吉田は森鷗外と親交を深めた。鴎外は増蔵のことを「少年ノ時ヨリ老死ニ至ルマデ一切ノ秘密無ク交際シタル友」と記している。
1922年に鴎外は死去するが、鴎外の遺言書には、所蔵する和漢の蔵書を「吉田増蔵君に贈るべし。吉田君の外善く之を用ふるものなし」と綴られており、鴎外の没後、元号研究は吉田に引き継がれ、遺著『元号考』(私家版)として刊行された。「中外（国内外）の元号を彙集せる成書なしと雖、我が国に在りては元号考。支那に在りては南詔安南を併せて紀元編及び亜欧紀元韻府に徴し之を知るを得べし。」と、我が国の元号については「元号考」を参照すれば知ることができると記している。そして、過去の元号を調べるだけでは不完全で、中国の宮殿名や人名が候補に入ってしまわないように、「咄嗟の間に之を知ること極めて難し。然れば将来内閣と宮内省には右に関する完全なる成語彙纂を作成備置するの要あるなり。さもなければ大正改元度に於ける西園寺内閣総理大臣の論難に遭遇せる如き覆轍を踏むに至るべし。」と述べている。
元号勘文と「昭和」の誕生
時期は不明だが、宮内大臣一木喜徳郎は吉田に元号勘申を命じていた。選定にあたり一木が吉田に示した要件は、「日本のほか、中国、東アジアを含む過去の元号と重複しない」「国家の理想を表徴する」「古典を典拠とする」「親しみやすい音である」「字画が簡明平易」の5つであったという。
吉田は初案として「神化」「元化」「昭和」「神和」「同和」「継明」「順明」「明保」「寛安」「元安」の十案を提示し、最終的に書経堯典の一節「百姓昭明 協和萬邦」(百姓昭明にして、萬邦を協和す)の二字をとった「昭和」を第一候補、次いで神化、元化を推す案を作成し、西園寺公望の意見を聞き、若槻礼次郎に提出していた。
1926年12月に、大正天皇が崩御すると、若槻首相が「昭和」の元号を考案勘申、その案が枢密院全員審査委員会にて採択決定された。
他に吉田は、上皇明仁の御名である継宮「明仁親王」をはじめ、皇族の名を多く考案し、勅語など皇室・宮中関連にも深く関わった。後に、妻・弥江子は、御名を考案するにあたり、「吉田がふすまのような大きな紙に太い筆で『明仁』と書いたのを昨日のように思い出します。私が墨をすりました。冬なのに、明るい陽射しが畳の上に拡げられた和紙に白くまぶしく反射していました」とエピソードを語っている。
1940年11月、最後の元老・西園寺公望が亡くなると墓誌銘の撰文を命じられた。
開戦の詔勅文起草
1941年、政策内容の決定には関与が無かったものの、吉田は「米國及英國ニ對スル宣戰ノ詔書」（開戦の詔勅）起草にたずさわることになった。勅書を書く時は斎戒沐浴して一週間構想を練り、次の一週間に執筆、次の1週間に用語の出典を調べたため、最低3週間かかったという。
かつて自らがかかわった元号の考案では、「国民の平穏な暮らしと世界各国の共存共栄を願う」といった意味が込められた昭和であったが、皮肉なことにその願いとは裏腹に時代は世界戦争に入った。すでにこの時、重い胃潰瘍を患っていた吉田は、日米開戦間もない1941年12月19日、東京上落合の自宅で死去した。享年76歳。

## 栄典
- 1940年8月15日：紀元二千六百年祝典記念章[17]

## 研究内容・業績
詩文に優れ、それらを集めた漢詩集『学軒詩集』(2004年)が無窮会より刊行されている。そのため、大正末期から昭和初期にかけて元号や詔勅文起草に多く関わった。
顕彰
- 顕彰碑：故郷の福岡県みやこ町に顕彰碑が作られ[18]、2012年（平成24年）4月29日の昭和の日に除幕式が行われている[13]。
- 漢学塾・水哉園：幼少期に学んだ塾は福岡県指定史跡に指定されている[1]。

## 家族・親族
- 兄：吉田健作は、内務省官吏・技術者。近代日本の製麻業の創始に貢献した。

## 著作
著書
- 『平安朝時代の詩』岩波書店〈岩波講座日本文学 7〉、1932年。 NCID BN08651970。全国書誌番号:46025350 全国書誌番号:57005700。
- 『為山篇』吉田増蔵、1935年。全国書誌番号:44039095 NDLJP:1101915。
- 『篆隷弁疑歌と、その解釈』池田英雄解釈、池田英雄、1987年3月。 NCID BA83103445。全国書誌番号:87051498。
- 『為山篇とその訓読』池田英雄・西部文雄訓読、池田英雄、1997年。全国書誌番号:99038961。
- 国広寿 編『学軒詩集』無窮会、2004年。ISBN 9784762995446。 NCID BA6820846X。全国書誌番号:20624340。

## 参考図書
- 猪瀬直樹『天皇の影法師』中央公論新社、2012年4月21日、「元号に賭ける　鴎外の執着と増蔵の死」181～223頁。ISBN 978-4-12-205631-2。
- 『吉田兄弟物語』[19]
- 野口武則『宮内官僚　森鴎外 「昭和」改元　影の立役者』,角川新書,2025.1